# XXXTentacion

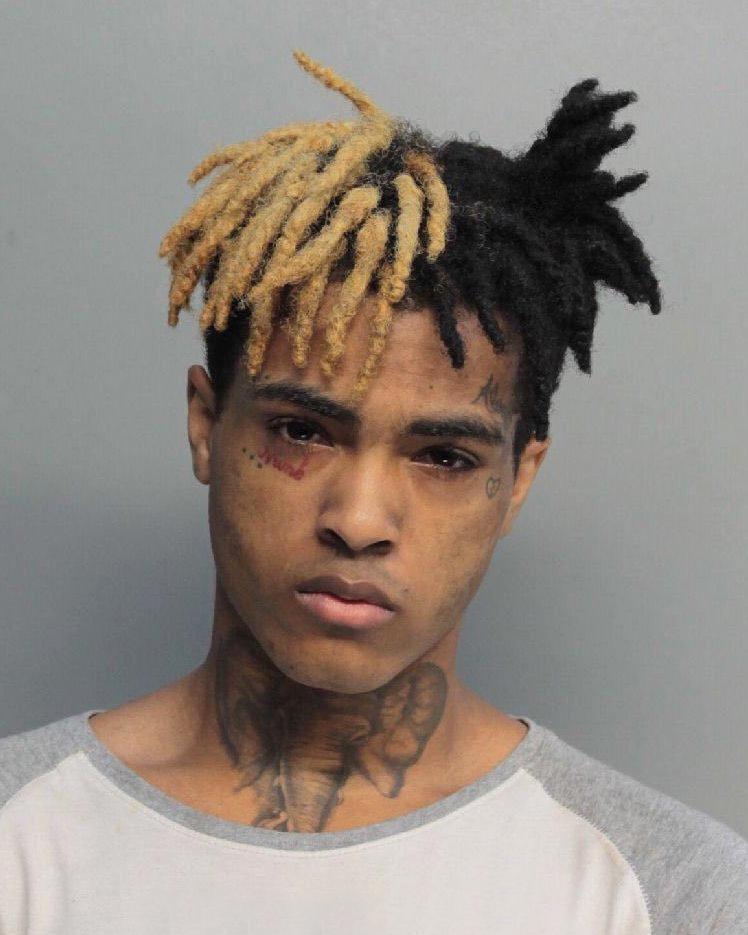
Mugshot von XXXTentacion (2016)

XXXTentacion, bürgerlich Jahseh Dwayne Ricardo Onfroy (* 23. Januar 1998 in Plantation, Broward County, Florida; † 18. Juni 2018 in Deerfield Beach, Florida), war ein US-amerikanischer Rapper und Sänger.

## Leben und Karriere
Onfroy verbrachte die meiste Zeit seiner Kindheit wegen finanzieller Probleme seiner Mutter bei seiner Großmutter. Sein Interesse für Musik wurde geweckt, als seine Tante ihn davon überzeugte, erst den Schulchor und später den Kirchenchor zu besuchen. Kurz nach seinem Beitritt wurde er aus dem Schulchor geworfen, da er an einem Angriff auf einen anderen Schüler beteiligt war. Onfroy wurde aus der Mittelschule verwiesen, nachdem er sich durch viele weitere physische Auseinandersetzungen mit anderen auffällig gezeigt hatte. Onfroy besuchte die Piper High School, die er in der 10. Klasse abbrach.
Das erste Lied News/Flock veröffentlichte Onfroy im Juni 2013 unter seinem Künstlernamen XXXTentacion auf Soundcloud. Darauffolgend lud er häufig kleine Ausschnitte aus seinen Songs hoch, welche er oft nach kurzer Zeit wieder von der Plattform entfernte. Im Jahr 2014 verbrachte er ein Jahr in einer Haftanstalt für Jugendliche. Dort lernte er Stokeley Clevon Goulbourne (besser bekannt unter seinem Künstlernamen Ski Mask The Slump God) kennen, der sein bester Freund wurde.
Am 5. März 2014 veröffentlichte Onfroy das Lied Vice City auf Soundcloud, welches sein erster professionell im Studio aufgenommener Track ist. Im Laufe des Jahres veröffentlichte er weiter kleinere Ausschnitte aus seinen Liedern, die er entweder später veröffentlichte oder wieder von der Plattform entfernte. Onfroy trat der von Ski Mask The Slump God gegründeten Gruppe Very Rare bei, die er bald verließ, um gemeinsam mit Goulbourne Members Only zu gründen. Ende des Jahres, am 21. November 2014, veröffentlichte Onfroy seine EP namens The Fall.
Im Jahre 2015 erfolgte dann die Veröffentlichung des ersten gemeinsamen Mixtapes mit Ski Mask The Slump God, welches den Namen Members Only Vol. 1 trägt. Am 23. Oktober 2015 wurde unter dem Namen Members Only Vol. 2 ein Mixtape veröffentlicht, auf dem Onfroy mit Mitgliedern des von ihm gegründeten Kollektiv zu hören ist. Kurz vor dem Jahresende wurde ein weiteres Lied namens Look At Me veröffentlicht, welches später für seinen großen Durchbruch sorgte.
Onfroy bezeichnete sich häufig eher als Künstler statt als Rapper, da er viele Musikrichtungen miteinander vermischte und somit keinem Genre zugeordnet werden kann; deutlich wird das in seiner 2016 veröffentlichten EP Willy Wonka Was a Child Murderer, in welcher die Musik hauptsächlich von Heavy Metal und Indie beeinflusst ist.
2016 zog Onfroy mit dem amerikanischen Rapper Denzel Curry zusammen, welches auch als ULT House bekannt war. Zuvor kündigte er seine Tätigkeit als Mitarbeiter eines Callcenters, da er sich auf seine stetig wachsende Musikkarriere konzentrieren wollte. Im Juni 2016 wurde Onfroy wegen Raubes und des Übergriffs mit einer tödlichen Waffe verhaftet. Nachdem er im Oktober 2016 eine Kaution hinterlegt hatte und freigelassen worden war, wurde er im selben Monat noch einmal verhaftet; die Anklagepunkte waren Freiheitsberaubung, Zeugenmanipulation und gefährliche Körperverletzung seiner Exfreundin. Ob er derjenige war, der an ihrer Körperverletzung schuld war, ist ungeklärt.
Sein acht Titel umfassendes Debütprojekt Revenge wurde am 16. Mai 2016 veröffentlicht, sein kollaboratives Mixtape Members Only Vol. 3 wurde am 26. Juni 2017 über SoundCloud veröffentlicht. Seinen Durchbruch schaffte er im selben Jahr mit dem Lied Look at Me!. Während er von Juli 2016 bis zum März 2017 die meiste Zeit im Gefängnis war, erlangte dieser 2016 erstveröffentlichte und 2017 erneut veröffentlichte Titel über die Plattformen Soundcloud und YouTube immer mehr Aufmerksamkeit und verhalf ihm schließlich durch den plötzlichen viralen Aufschwung zum weltweiten Durchbruch. Der Song stieg auf Platz 34 in den US Billboard Hot 100 und in die Top 37 der Canadian Hot 100.
Onfroy wurde am 26. März 2017 gegen Kaution freigelassen und war seitdem auf zweijähriger Bewährung. Am 15. Dezember 2017 folgte in Miami, Florida ein weiteres Gerichtsverfahren, bei dem er in Untersuchungshaft genommen wurde. Am 20. Dezember wurde er zu einem zweimonatigen Hausarrest verurteilt.
Am 25. August 2017 veröffentlichte Onfroy sein Debütalbum 17. Das Album erreichte Platz 2 der US Billboard 200 Charts und verkaufte in der ersten Woche über 86.000 Einheiten. Im September 2017 kündigte er an, dass das Album Bad Vibes Forever sich noch in Produktion befinden würde. Sieben Lieder des Albums schafften es auf die Billboard Hot 100 Charts, wobei Jocelyn Flores auf Platz 34 der Charts landete, was dadurch Onfroys bisher erfolgreichstes Lied Look At Me! ablöste.
Onfroy war Teil der 2017 XXL Freshman Class des Musikmagazins XXL. Am 20. Oktober 2017 unterschrieb er einen Vertrag bei dem Major-Label Capitol Music Group, einem Tochterunternehmen von Universal Music. Nach sechs Tagen kündigte er den Vertrag wieder.
Bei dieser Bekanntgabe erklärte er gleichzeitig, dass sehr lange keine Musik mehr von ihm kommen werde, weil er erschöpft sei. Am 28. Oktober 2017 gab Onfroy über Instagram bekannt, seine Karriere komplett zu beenden, was er am 17. November mit der Ankündigung zum Mixtape Bad Vibes forever wieder indirekt zurücknahm.
2018 veröffentlichte Onfroy auf seinem YouTube-Kanal ein Video namens „#THEHELPINGHANDCHALLENGE“, in dem er Spielzeuge, Musikinstrumente, Spielekonsolen und weitere Geschenke an ein Waisenhaus spendet. Gleichzeitig kündigte er den Beginn der Challenge an, in der er seine Fans dazu aufforderte, etwas Gutes für die Bedürftigen zu tun. Wenig später erreichte der Hashtag bereits über eine Million Erwähnungen auf Instagram.
Im Februar erschien das Lied Hope, welches in Gedenken an die Opfer des Schulmassakers in Parkland veröffentlicht wurde. Im März 2018 veröffentlichte er mit Sad! und changes die ersten Singles aus seinem zweiten Studioalbum ?. ? erschien am 16. März 2018 und platzierte sich auf Platz eins der US-amerikanischen Albumcharts. Onfroy arbeitete laut eigenen Angaben sowohl an seinem zweiten Studioalbum Bad Vibes als auch an seinem Mixtape I Need Jesus.

## Ermordung und Nachleben

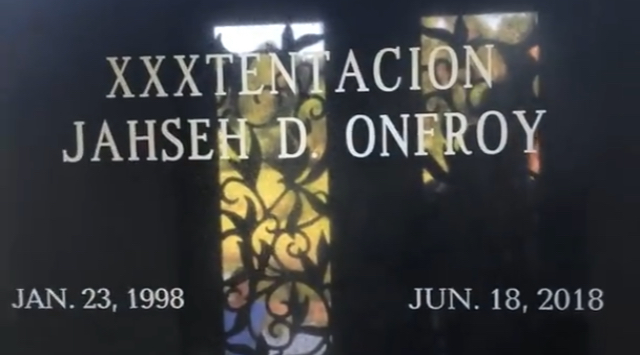
XXXTentacions Grabstein

Onfroy wurde am 18. Juni 2018 in Deerfield Beach im Alter von 20 Jahren beim Verlassen eines Motorsportladens in seinem Auto sitzend von mehreren Tätern ausgeraubt und angeschossen. Er starb rund eine Stunde nach dem Überfall in einem Krankenhaus an seinen Schussverletzungen. Bis zum 7. August 2018 wurden insgesamt vier Verdächtige in Haft genommen. Zwei davon sollen unmittelbar an Onfroys Wagen heran getreten, eine Tasche mit 50.000 US-Dollar sowie Wertsachen geraubt und danach geschossen haben, während die anderen im Fluchtwagen warteten und Onfroy offenbar bereits zuvor im Geschäft ausspähten.
Am 21. Juni 2018 veröffentlichte der amerikanische Rapper Trippie Redd die erste post mortem veröffentlichte Single Ghost Busters, auf der auch Ski Mask The Slump God und Quavo vertreten sind.
Im August 2018 veröffentlichte der Rapper Sauce Walka sein Mixtape namens Drip God, auf dem Onfroy mit dem Lied Voss vertreten ist.
Am 19. September erschien post mortem die Single Falling Down mit Lil Peep, der bereits am 15. November 2017 verstorben war.
Am 27. September 2018 gab Kanye West bekannt, dass Onfroy auf seinem neunten Studioalbum Yandhi vertreten sei. Am selben Tag gab auch Lil Wayne bekannt, dass er auf seinem Album zu hören sein wird.
Im Oktober 2018 wurde das Lied Arms Around You veröffentlicht, auf dem unter anderem auch Lil Pump, Swae Lee und Maluma vertreten sind. Ursprünglich war diese Single eine Kollaboration mit dem Sänger Rio Santana, welcher bereits auf Onfroys Album ? zu hören ist, jedoch entschied man sich letztendlich für die zweite Version.
Am 7. Dezember 2018 erfolgte die Veröffentlichung des Albums Skins, welches das erste Album nach dem Tod Onfroys ist.
Im Januar 2019 veröffentlichte das von Onfroy gegründete Members Only Kollektiv das Album Members Only, Vol. 4.
Das am 12. Juni 2019 veröffentlichte Album Broken Kids Club des Rappers Craig Xen, welcher ein guter Freund von Onfroy und Mitglied von Members Only war, beinhaltet mit Run It Back! ebenfalls eine Kollaboration mit dem verstorbenen Rapper.
Im Juli erfolgte die Veröffentlichung der Single Royalty, welches das erste Lied aus dem neuen Album Bad Vibes Forever sein würde. Das Lied beinhaltet Features von Ky-Mani Marley (einem Sohn von Bob Marley), Stefflon Don und Vybz Kartel. Im Oktober wurde die zweite Singleauskopplung namens Hearteater veröffentlicht. Das insgesamt vierte und letzte Album Bad Vibes Forever wurde letztendlich am 6. Dezember 2019 veröffentlicht.

## Rezension
The Guardian beschrieb sein Vermächtnis damit, dass „man sich an ihn vor allem wegen der ungewöhnlich grausamen Gewalt erinnern wird, die er an schutzbedürftigen Menschen, insbesondere an seiner Ex-Freundin, begangen hat, Verbrechen, für die er nie Reue zeigte.“ Dem Artikel zufolge spiegelte seine Musik „ein Leben wider, das mit Missachtung der Menschlichkeit gelebt wurde, sowohl des eigenen als auch des Lebens anderer Menschen“; und er versuchte selten, Tapferkeit oder Prahlerei an den Tag zu legen, sondern konzentrierte sich stattdessen auf „Geisteskrankheit, Selbstmord, extreme Frauenfeindlichkeit und ein vorherrschendes Gefühl der Taubheit“.
Ein Artikel in The Atlantic äußerte ähnliche Kritik, obwohl er auch feststellte, dass XXXTentacion „vor allem junge Fans daran erinnerte, dass ihre Verletzungen zwar ernst zu nehmen waren, aber nicht die Summe ihres Lebens ausmachten“ und dass er „ihren Unsicherheiten eine Stimme gab“. Diesen Elementen seines Vermächtnisses gegenüber stellte der Artikel fest, dass er zwar seine Karriere damit verbrachte, junge Fans zu ermutigen, ihren größeren Wert zu erkennen, dass aber das Vermächtnis XXXTentacions dennoch durch das Trauma gekennzeichnet ist, das er sowohl erlebt als auch verursacht hat.
In der Washington Post kommentierte Chris Richards das komplizierte Vermächtnis des XXXTentacion und kontrastierte, wie er „seine Fans ermutigte, Hoffnung im Nebel ihrer Verzweiflung zu finden, aber enthusiastisch mit der Freude prahlte, die er bei der Brutalisierung anderer empfand.“ Richards zufolge brachte die Musik von XXXTentacion „den depressiven Trost“, während sie die Art von Gewalt, die er praktizierte, bestätigte und den Schmerz seiner Fans legitimierte, während sie das Leiden der Opfer häuslicher Gewalt auslöschte. XXXTentacions Musik dient Richards als Beispiel dafür, wie „ein hasserfülltes Lied“ solche Gefühle in „hasserfüllten Menschen“ normalisieren könnte, was zu der tiefen Paranoia in der Gesellschaft über den Hass beiträgt, der in den Köpfen der anderen herrschen könnte.

## Diskografie
Studioalben

| Jahr                        | Titel Musiklabel                             | Höchstplatzierung, Gesamtwochen, AuszeichnungChartplatzierungen (Jahr, Titel, Musiklabel, Platzierungen, Wochen, Auszeichnungen, Anmerkungen) | Höchstplatzierung, Gesamtwochen, AuszeichnungChartplatzierungen (Jahr, Titel, Musiklabel, Platzierungen, Wochen, Auszeichnungen, Anmerkungen) | Höchstplatzierung, Gesamtwochen, AuszeichnungChartplatzierungen (Jahr, Titel, Musiklabel, Platzierungen, Wochen, Auszeichnungen, Anmerkungen) | Höchstplatzierung, Gesamtwochen, AuszeichnungChartplatzierungen (Jahr, Titel, Musiklabel, Platzierungen, Wochen, Auszeichnungen, Anmerkungen) | Höchstplatzierung, Gesamtwochen, AuszeichnungChartplatzierungen (Jahr, Titel, Musiklabel, Platzierungen, Wochen, Auszeichnungen, Anmerkungen) | Anmerkungen                                                 |
| Jahr                        | Titel Musiklabel                             | DE | AT | CH | UK | US | Anmerkungen                                                 |
| --------------------------- | -------------------------------------------- | --- | --- | --- | --- | --- | ----------------------------------------------------------- |
| 2017                        | 17 Bad Vibes Forever / Empire                | DE100 a (1 Wo.)DE | AT21 (5 Wo.)AT | CH26 (62 Wo.)CH | UK11 Platin · (60 Wo.)UK | US2 ×3Dreifachplatin · (281 Wo.)US | Erstveröffentlichung: 25. August 2017 Verkäufe: + 3.680.000 |
| 2018                        | ? Bad Vibes Forever / Empire                 | DE13 Gold · (118 Wo.)DE | AT5 (162 Wo.)AT | CH4 (216 Wo.)CH | UK3 ×2Doppelplatin · (196 Wo.)UK | US1 ×5Fünffachplatin · (354 Wo.)US | Erstveröffentlichung: 16. März 2018 Verkäufe: + 6.595.000   |
| Posthume Veröffentlichungen |                                              | | | | | |                                                             |
|                             |                                              | | | | | |                                                             |
| 2018                        | Skins Bad Vibes Forever / Empire             | — | AT46 (1 Wo.)AT | CH36 (1 Wo.)CH | UK29 Silber · (5 Wo.)UK | US1 Gold · (18 Wo.)US | Erstveröffentlichung: 7. Dezember 2018 Verkäufe: + 577.500  |
| 2019                        | Bad Vibes Forever Bad Vibes Forever / Empire | — | — | CH41 (1 Wo.)CH | UK53 Silber · (1 Wo.)UK | US5 (8 Wo.)US | Erstveröffentlichung: 6. Dezember 2019 Verkäufe: + 77.500   |